# Béton caverneux

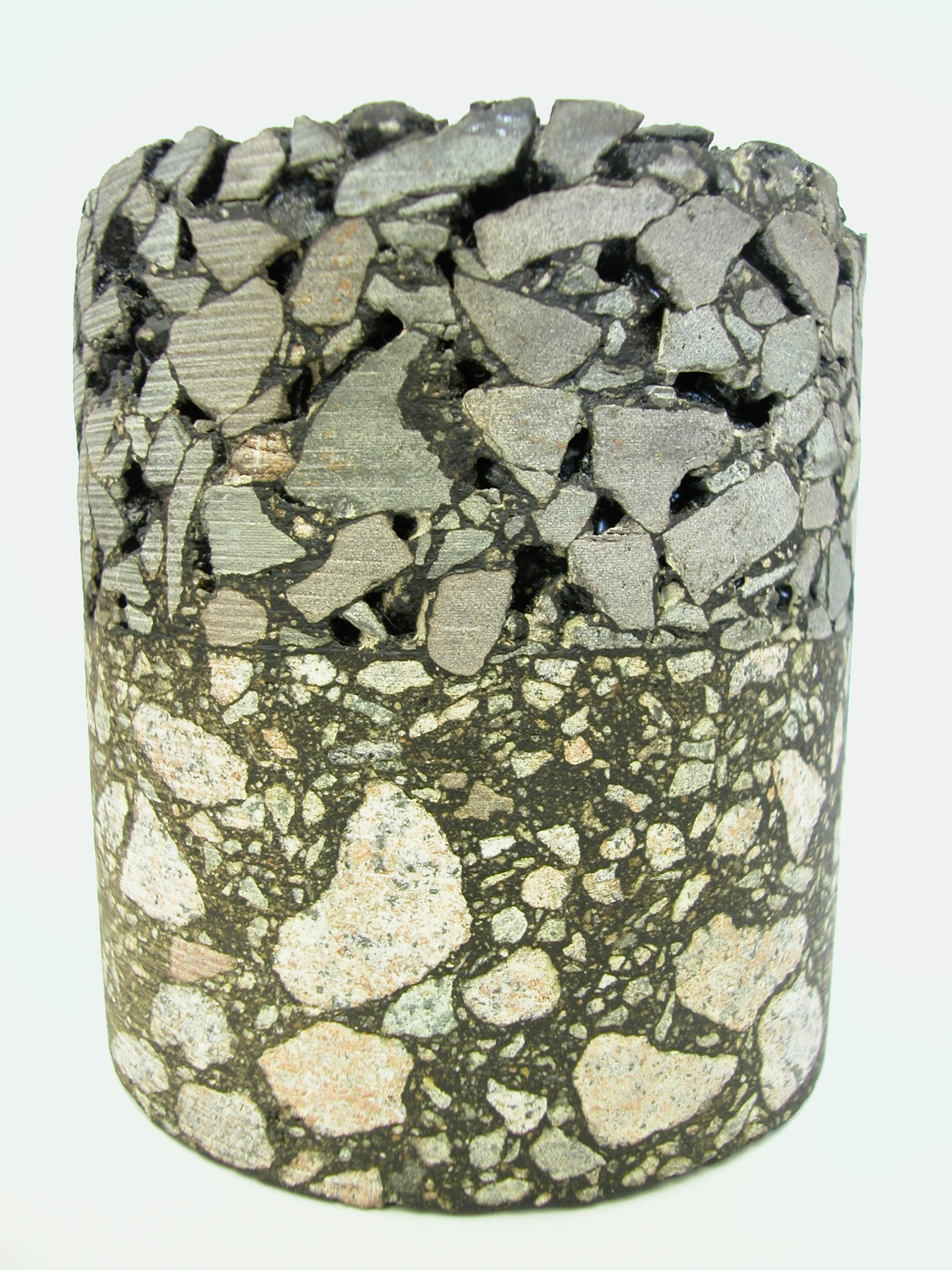

Le béton caverneux ou béton drainant est un béton de ciment à structure ouverte permettant l'infiltration de l'eau de pluie. Le nom de ce béton provient des vides qu'il contient et qui ressemblent à des cavernes. Ces vides ont une ouverture allant de 10 à 30 mm.

## Composition
Le béton caverneux est composé de ciment, de granulats grossiers et de l'eau avec peu ou pas de granulats fins. L'addition d'une petite quantité de sable peut augmenter la résistance mécanique du béton. La pâte est en sous dosage par rapport au volume de vide du squelette granulaire, mais suffisante pour assurer l'adhésion des granulats entre eux.

## Propriétés
Les principales propriétés du béton caverneux sont : 
- une forte porosité : entre 15 et 25 % du volume[4] ;
- une forte perméabilité : sa perméabilité à l’eau sous une charge de 10 cm d’eau est supérieure à 5 litres par mètre carré par seconde ;
- un affaissement au cône d’Abrams nul ;
- une résistance à la compression entre 5 et 10 MPa et entre 11 et 20 MPa pour les versions hautes efficacités ;
- une masse volumique inférieure à 1 800 kg/m3[5].

## Fonction et utilisation
La principale fonction du béton caverneux est de faciliter l'infiltration et le drainage de l'eau. Utilisé pour la construction de dalles de béton recouvrant des sols, il permet de lutter contre l'imperméabilisation des sols. Sa conductivité hydraulique élevée réduit le ruissellement favorisé par les surfaces imperméables et contribue à la recharge des aquifères sous-jacents. La diminution du ruissellement limite l'engorgement des systèmes d'égout et atténue ainsi les risques de crue et d'inondation en cas de débordement des cours d'eau. En raison de sa grande perméabilité à l'eau, le béton caverneux est utilisé comme matériau pour le pavage des routes résidentielles et piétonnes, des parking, des trottoirs et des serres,.
Utilisé pour la construction de murs de soutènement, notamment pour retenir des talus escarpés formés dans des sols meubles et peu cohésifs, le bon drainage assuré par le béton caverneux permet d'éviter une accumulation trop importante d'eau derrière le mur et aussi de limiter l'augmentation de la pression hydraulique dans le terrain encaissant retenu par le mur. Cet usage a pour but de réduire les risques d'écroulement du mur et de glissement de terrain.

## Limitations
Les principales limitations du béton caverneux sont : 
- dans le cas de fuite de substances nocives pour l'homme et l'environnement, elles peuvent traverser directement ce béton aux pores de grande taille connectés entre eux et venir facilement contaminer le sol et le sous-sol ;
- les pores peuvent être bouchées par de l'argile ou par d'autres matières de granulométrie très fine[8].
- les performances mécaniques sont généralement plus faibles que celles d'un béton normal.

## Maintenance
Pour éviter la diminution de la perméabilité, le béton caverneux doit être nettoyé régulièrement. Le nettoyage peut être effectué par lavage de la surface du béton ou par aspiration.